# Stegen (Bruneck)

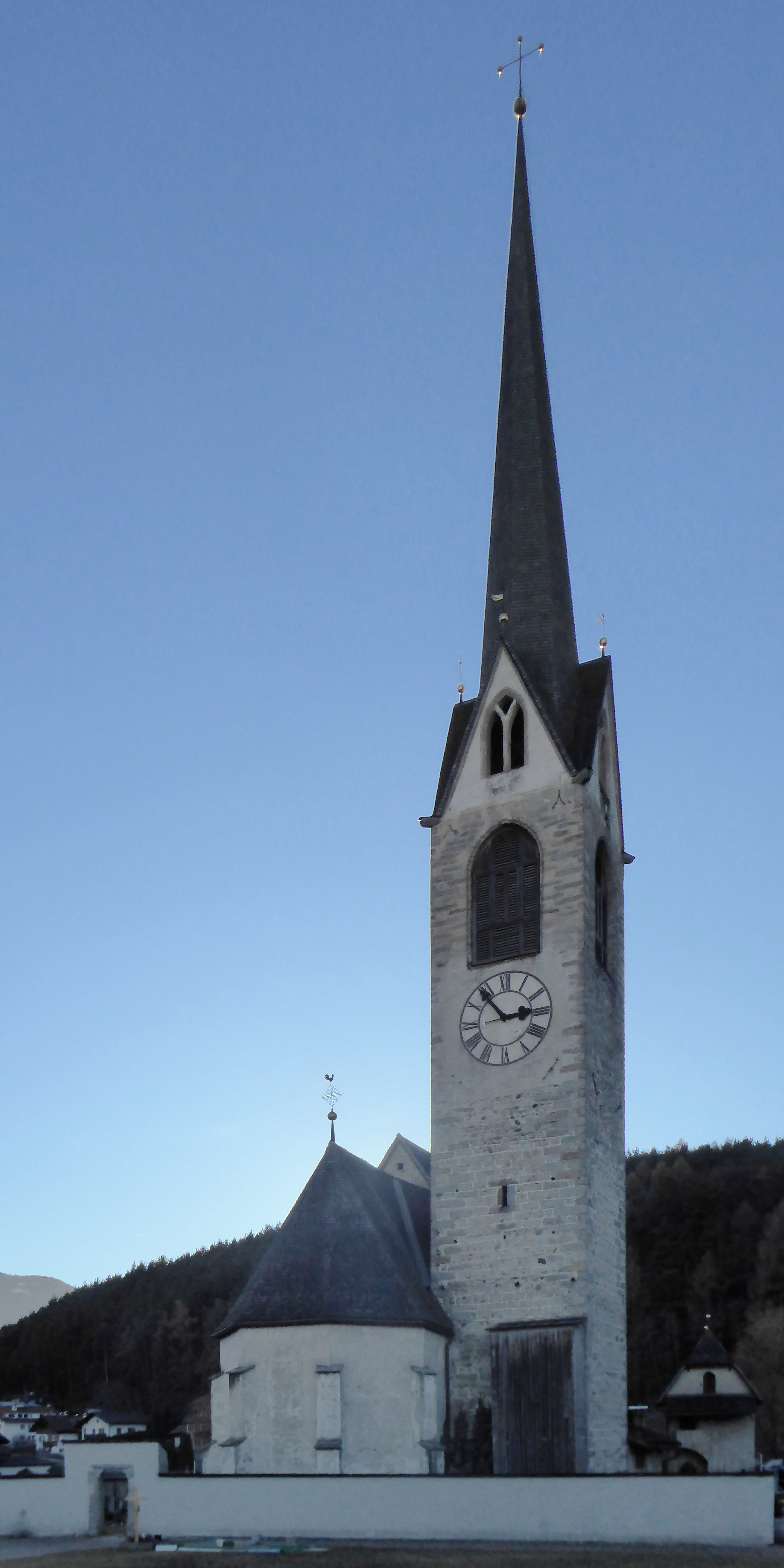
Pfarrkirche St. Nikolaus

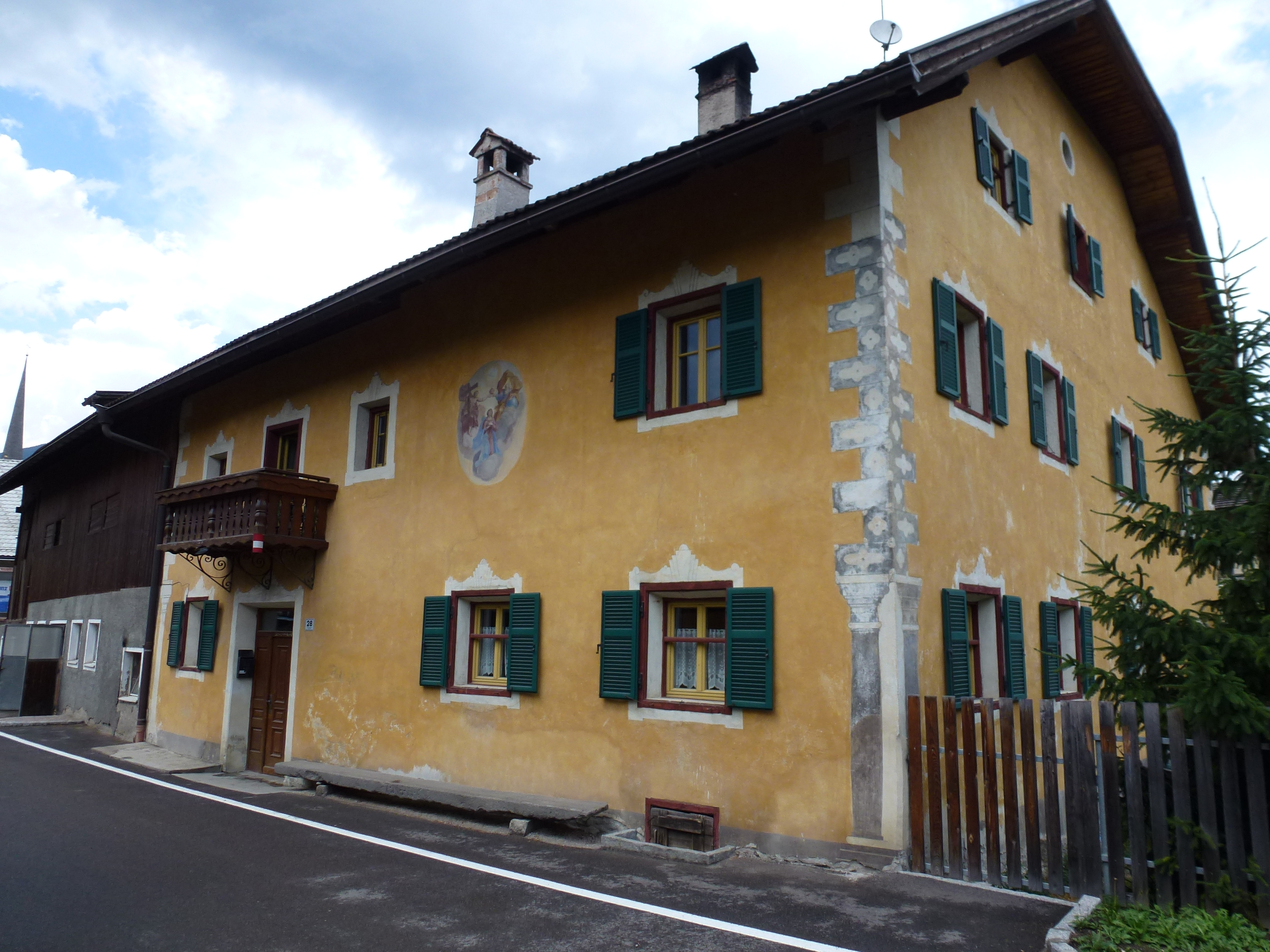
Der Einhof Rochen

Stegen (mundartlich [ʃtɛɡŋ]/[ʃtɛɡn̩], italienisch Stegona) ist eine Ortschaft mit 1668 Einwohnern im Südtiroler Pustertal und eine Fraktion der Gemeinde Bruneck. Das ursprünglich ländliche Stegen ist heute Teil des unmittelbaren Brunecker Stadtgebiets.

## Geographie
Das Dorf befindet sich in der Brunecker Weitung im Mündungszwickel zwischen Ahr und Rienz, westlich der auf der anderen Seite der Rienz gelegenen Brunecker Altstadt. 

## Geschichte
Stegen scheint in der frühesten Phase der bajuwarischen Besiedlung eine wichtige Rolle gespielt zu haben. Der Flurname Althing sowie der Althingstein weisen auf einen germanischen Versammlungsort hin. Es trafen sich hier wohl die Siedler aus dem gesamten Pustertal zur jährlichen Herbst-Gauversammlung. Die Örtlichkeit ist ersturkundlich in einer Schenkungsurkunde von ca. 1000 n. Chr. als Stega genannt. Das Toponym ist der Plural von althochdeutsch steg („Steg“, „Brücke“). Die Noritaler Grafschaftsverleihung Kaiser Konrads II. zugunsten der Bischöfe von Brixen aus dem Jahr 1027 nennt den Ort Stegon, was der althochdeutsche Dativ Plural ist und „bei den Stegen“ bedeutet.
Über Jahrhunderte blieb Stegen ein Bauerndorf mit einer kleinen Anzahl an Holzverarbeitungsbetrieben. 1928 wechselte Stegen seine Gemeindezugehörigkeit von St. Lorenzen zu Bruneck. Im Zuge der Industrialisierung der 1960er Jahre wurden die Felder großflächig mit Industrie- und Wohngebieten verbaut, sodass es auch zu einem siedlungsgeografischen Zusammenwachsen mit Bruneck kam.

### Stegener Markt
Einhergehend mit der großen politischen Bedeutung, die Stegen im Frühmittelalter hatte, fungierte der Ort auch als Handelsplatz. Erste Schriftzeugnisse vom Steger Markt (1398) gehen bis ins Mittelalter zurück. Ursprünglich dürfte dieser Jahrmarkt in der Althing zwischen Stegen und St. Georgen stattgefunden haben, später hielt man ihn am linken Ufer der Rienz ab, so auch noch heute. Der Markt diente den Bauern, sich mit Waren für den Winter einzudecken. Er dauerte drei Tage. Am dritten Tag besuchten die Bauersleute den Erntedank-Gottesdienst. Heute wird nicht mehr mit Vieh, Getreide und Mensch (Gesinde) gehandelt, sondern mit Alltagsgegenständen, Kleidung, kulinarischen Erzeugnissen u. dgl. Er findet Ende Oktober statt und wird seit dem späten 20. Jh. durch einen Vergnügungspark ergänzt. Norbert Conrad Kaser hat ihm mit seinem Gedicht stegener markt ein nostalgisches Denkmal gesetzt.

### Altenstegen
Mit Altenstegen ist in neuerer Zeit der Ansitz Stegen gemeint (siehe auch Liste der Baudenkmäler in Bruneck). Wo genau Altenstegen ursprünglich lag, liegt im Dunkeln. Alte Urkunden sprechen von einer größeren Siedlung, die zugrunde ging, aber geben keine klaren Informationen. Es ist möglich, dass sie irgendwo im Gebiet des heutigen Stegener Marktplatz lag. Es dürfte sich um einer reiche Siedlung gehandelt haben, die vielleicht wegen der Hochwassergefahr der wilden Rienz verlegt wurde – unter dem neuen Namen Bruneck an den Fuß des Schlossbergs.

## Bildung
In Stegen gibt es eine Grundschule für die deutsche Sprachgruppe.